# Trichomyia palauensis
Trichomyia palauensis är en tvåvingeart som beskrevs av Quate 1959. Trichomyia palauensis ingår i släktet Trichomyia och familjen fjärilsmyggor. Inga underarter finns listade i Catalogue of Life.